# Waterloo (Carolina del Sud)
Waterloo és una població dels Estats Units a l'estat de Carolina del Sud. Segons el cens del 2000 tenia 203 habitants.

## Demografia
Segons el cens del 2000, Waterloo tenia 203 habitants, 75 habitatges i 57 famílies. La densitat de població era de 55,6 habitants/km².
Dels 75 habitatges en un 37,3% hi vivien nens de menys de 18 anys, en un 45,3% hi vivien parelles casades, en un 17,3% dones solteres, i en un 22,7% no eren unitats familiars. En el 20% dels habitatges hi vivien persones soles el 9,3% de les quals corresponia a persones de 65 anys o més que vivien soles. El nombre mitjà de persones vivint en cada habitatge era de 2,71 i el nombre mitjà de persones que vivien en cada família era de 3,05.
Per edats la població es repartia de la següent manera: un 28,1% tenia menys de 18 anys, un 10,8% entre 18 i 24, un 27,1% entre 25 i 44, un 21,7% de 45 a 60 i un 12,3% 65 anys o més.
L'edat mediana era de 33 anys. Per cada 100 dones de 18 o més anys hi havia 102,8 homes.
La renda mediana per habitatge era de 27.917 $ i la renda mediana per família de 36.875 $. Els homes tenien una renda mediana de 24.063 $ mentre que les dones 18.750 $. La renda per capita de la població era de 14.159 $. Entorn del 5,7% de les famílies i el 12,3% de la població estaven per davall del llindar de pobresa.

## Poblacions més properes
El següent diagrama mostra les poblacions més properes.